# Anchebuvanahalli, Nagamangala
Anchebuvanahalli là một làng thuộc tehsil Nagamangala, huyện Mandya, bang Karnataka, Ấn Độ.